# 寶智山幸観
寶智山 幸観（ほうちやま こうかん、1982年1月18日 - ）は、青森県弘前市出身で境川部屋（入門時は中立部屋）に所属していた元大相撲力士。本名は棟方 幸観（むなかた ゆきみ）。身長188cm、体重155kg、血液型はO型。得意手は突き、右四つ、寄り。最高位は西前頭14枚目（2006年9月場所、2007年5月場所）。現在は年寄・立田川。なお、「寶」という文字は常用漢字外であるため新聞・雑誌などでは宝智山（のちの四股名の時は宝千山）と表記されることが多い。関取として在位した場所はすべて寶智山の四股名で在位。

## 来歴
リンゴ園を営む家の次男。幼い頃から相撲を始め、木造高校時代には全国大会に出場するなど活躍した。法政大学への進学を志すことをはじめとして進路に迷っていた時期もあったが、高校時代の監督が元小結・舞の海と同級生であったため、木造高校OBでもある舞の海に紹介され角界入りを薦められた。大相撲入りを選んだ背景には経済的事情があったともいい、それも関係して3年生の秋に大相撲入りへの意志を固めたとされる。そして、高校卒業と同時に、舞の海の兄弟子が師匠の中立部屋（2003年から境川部屋に改称）に入門。2000年3月場所に初土俵を踏んだ。
翌5月場所にはいきなり序ノ口優勝するなど、順調に番付を上げて行き、初土俵から2年で幕下に昇進した。しかしこの頃から押し相撲とも四つ相撲とも言えない中途半端な相撲が多くなり幕下中位で苦労した。2004年頃から本来の四つ相撲が取れるようになり、幕下上位でも安定した成績を残せるようになった。だが2度も東幕下筆頭で負け越しを経験し、また東幕下9枚目で6連勝しながら勝てば十両昇進確実となる七番相撲を落とすなど勝負弱さも目立った。また東幕下3枚目で4勝3敗と勝ち越しながら東5枚目で5勝2敗の鶴竜が昇進するなど番付運にも泣かされ、計6回の十両昇進の機会を掴み損ねた。
しかしここで腐らず稽古に精進し2006年1月場所には西幕下4枚目で4勝3敗と勝ち越し。場所後の1月25日の番付編成会議で翌3月場所の十両昇進が決定した。その場所は7勝7敗から入れ替え戦でこれまで苦手としていた高見藤を倒して8勝7敗で勝ち越し、翌5月場所は10勝し、優勝決定戦に進出したが敗れた。そして7月場所は幕下上位で重圧に晒され続けた経験を活かし、優勝のかかるプレッシャーをものともせず力強い相撲で13勝2敗の好成績を上げて十両優勝を果たし、新入幕を果たした。
新入幕の2006年9月場所では5勝10敗と負け越し、11月場所では十両に陥落し、再入幕も期待されたが、やはり14日目に負け越した。その後2007年3月場所で十両上位で勝ち越し、再入幕を決めた。2007年5月場所では前頭14枚目の位置で、12日目まで5勝7敗と苦戦しながらも踏みとどまったが、6勝9敗と3点の負け越しで場所を終わった。7月場所では幕尻の前頭16枚目に下がったものの十両陥落は免れたが、12日目に旭天鵬に敗れて負け越しが決定。9月場所では東十両筆頭に陥落し13日目まで6勝7敗で踏みとどまったが、14日目に負け越しが決まり7勝8敗で取り終えた。
その後は11月場所の6勝9敗、2008年1月場所の7勝8敗と小幅の負け越しが続き十両上位に留まっていたが、3月場所は糖尿病による体調不良が悪化し2勝13敗と大きく負け越してしまったため、西十両6枚目の地位であったが幕下へ陥落した。5月場所も体調は戻らず2勝5敗と大きく負け越した。7月場所では4勝3敗と8場所ぶりに勝ち越し、9月場所も勝ち越したが以降は幕下10枚目前後に停滞する。
2010年に入ると体調が回復したのか、西幕下筆頭で迎えた同年5月場所で5勝2敗と勝ち越し、翌7月場所での返り十両を決めた。その後は3度の再入幕も経験して2013年3月場所まで関取の地位にいた。幕下陥落2場所目の同年7月場所から、四股名を読みはそのまま「寶千山」へ改名したが、この場所は1勝6敗と大きく負け越している。その後も改名効果は裏目に出て、ついに2013年11月場所には2002年1月場所以来の三段目に降格した。2012年11月から6場所連続で負け越した理由として左肩と腰の痛みが伝えられている。その11月場所では7戦全勝、決定戦で爆羅騎を破り三段目優勝を果たしたが、場所中の理事会（後述）を受けて結果的にこの場所で有終の美を飾る形で12月20日に現役を引退して年寄君ヶ濱を借株として襲名した。襲名に当たっては従来の規定では十両および幕内在位30場所の規定を満たしていなかったが、11月17日の理事会で2場所足りない28場所でも年寄名跡の前保有者や師匠、保証人（現役年寄）の願書があれば部屋継承以外でも取得できるとする規定が追加されており、その恩恵を受ける形となった。寶千山の引退直前に整備された規定であるため、この規定は俗に「寶千山ルール」と呼ばれる。
2014年6月1日、両国国技館で断髪式が行われた。キャスターであり境川部屋の師範代でもある舞の海や同じ弘前市出身の若の里など350人がはさみを入れ、止め鋏は師匠の境川が入れた。断髪式としては珍しく、途中で土俵のそばに下りて大勢の女性に鋏を入れてもらう一幕もあった。
2020年12月25日、年寄名跡を君ヶ濱から「振分」に変更、2023年12月27日、同部屋所属の16代出来山（元幕内・佐田の富士）と名跡を交換する形で年寄名跡を「出来山」に変更した。2024年5月27日、名跡を「立田川」に変更した。
借株の平年寄だが、協会の職務としては巡業部の職務を任されている。

## エピソード
- 2006年9月場所では北の富士勝昭（第52代横綱、NHK大相撲専属解説者）も「なかなか雰囲気のある力士だね。双葉山関の面影を思い出したよ」と評価していた。
- goo大相撲の大相撲名鑑では、新十両時に黒廻しまたは胸上アップの画像が掲載され、2011年ごろまでは幕内昇進時に化粧廻しを締めたものに更新されることになっていたが、寶智山のみ新十両時から変わらず黒廻しのままになっていた。再入幕時も更新されなかったため、次の更新時期の目安とされる三役昇進まで黒廻しのままであると思われていたが、十両3枚目の2010年9月場所直前に化粧回し姿の写真に差し替えられた（だが何故かその場所の新入幕力士である蒼国来と旭南海の画像は更新されず、旭南海は引退まで胸上アップから変更される事はなかった）。なお現在は十両昇進から2、3場所程度で化粧回し姿に差し替えられるようになっている。また、ページの通し番号が「2222」である（若い番号は作成開始時の現役力士に割り振られ、その後は入門順に番号が割り振られている）。この通し番号は、2013年8月にgoo大相撲のサイトが閉鎖されて日本相撲協会公式サイトに統合された後も変わっていない。
- 地元の弘前市内の鬼神社では毎年旧暦の元日に裸祭りが行われ、2012年1月23日には出身者である寶千山も初参加した。[12]
- 2013年11月場所で三段目優勝を果たした寶千山はNHK中継のインタビューを「もっと力を付けてから戻って来ます」という理由で断った。[13]他方で、寶千山はインタビューの開始を花道で待っていたが審判部の職務に当たるため花道の奥から出てきた境川から「残り番が少なくて打ち上げ準備がままならないから」[14]と手伝いに上がるように頼まれたためそのままインタビューを辞退したという裏話も存在する。

## 主な成績

### 通算成績
- 通算成績：399勝400敗  勝率.499
- 幕内成績：27勝63敗  勝率.300
- 十両成績：169勝176敗  勝率.490
- 現役在位：82場所
- 幕内在位：6場所
- 十両在位：23場所

### 各段優勝
- 十両優勝：1回（2006年7月場所）
- 三段目優勝：1回（2013年11月場所）
- 序ノ口優勝：1回（2000年5月場所）

### 場所別成績
| | 一月場所 初場所（東京） | 三月場所 春場所（大阪） | 五月場所 夏場所（東京） | 七月場所 名古屋場所（愛知） | 九月場所 秋場所（東京） | 十一月場所 九州場所（福岡） |
| --- | ----------------------- | ----------------------- | ----------------------- | --------------------------- | ----------------------- | --------------------------- |
| 2000年 （平成12年） | x                       | （前相撲）              | 東序ノ口14枚目 優勝 7–0 | 西序二段25枚目 4–3          | 東序二段7枚目 3–4       | 東序二段27枚目 7–0          |
| 2001年 （平成13年） | 西三段目30枚目 2–5      | 西三段目51枚目 3–4      | 東三段目65枚目 5–2      | 西三段目31枚目 3–4          | 西三段目47枚目 5–2      | 西三段目22枚目 3–4          |
| 2002年 （平成14年） | 東三段目37枚目 6–1      | 西幕下52枚目 4–3        | 東幕下46枚目 4–3        | 西幕下37枚目 3–4            | 西幕下50枚目 5–2        | 西幕下28枚目 3–4            |
| 2003年 （平成15年） | 東幕下37枚目 6–1        | 西幕下15枚目 4–3        | 西幕下11枚目 2–5        | 西幕下27枚目 6–1            | 東幕下10枚目 1–6        | 東幕下33枚目 3–4            |
| 2004年 （平成16年） | 東幕下37枚目 4–3        | 東幕下28枚目 5–2        | 東幕下17枚目 5–2        | 東幕下7枚目 6–1             | 東幕下筆頭 3–4          | 西幕下4枚目 2–5             |
| 2005年 （平成17年） | 東幕下16枚目 3–4        | 西幕下23枚目 4–3        | 西幕下19枚目 5–2        | 東幕下9枚目 6–1             | 東幕下3枚目 4–3         | 東幕下筆頭 3–4              |
| 2006年 （平成18年） | 西幕下4枚目 4–3         | 東十両14枚目 8–7        | 西十両11枚目 10–5       | 東十両6枚目 優勝 13–2       | 西前頭14枚目 5–10       | 西十両3枚目 7–8             |
| 2007年 （平成19年） | 東十両4枚目 8–7         | 西十両筆頭 8–7          | 西前頭14枚目 6–9        | 西前頭16枚目 6–9            | 東十両筆頭 7–8          | 東十両2枚目 6–9             |
| 2008年 （平成20年） | 東十両5枚目 7–8         | 西十両6枚目 2–13        | 西幕下4枚目 2–5         | 西幕下14枚目 4–3            | 西幕下10枚目 4–3        | 東幕下5枚目 3–4             |
| 2009年 （平成21年） | 西幕下10枚目 3–4        | 西幕下14枚目 4–3        | 西幕下8枚目 3–4         | 東幕下12枚目 4–3            | 西幕下8枚目 5–2         | 東幕下4枚目 3–4             |
| 2010年 （平成22年） | 西幕下5枚目 4–3         | 東幕下3枚目 4–3         | 西幕下筆頭 5–2          | 西十両11枚目 8–7            | 東十両3枚目 6–9         | 西十両6枚目 6–9             |
| 2011年 （平成23年） | 東十両10枚目 7–8        | 八百長問題 により中止   | 西十両10枚目 7–8        | 東十両5枚目 9–6             | 東前頭17枚目 5–10       | 西十両5枚目 9–6             |
| 2012年 （平成24年） | 西十両筆頭 8–7          | 西前頭15枚目 4–11       | 東十両3枚目 9–6         | 東前頭15枚目 1–14           | 東十両9枚目 8–7         | 西十両6枚目 5–10            |
| 2013年 （平成25年） | 西十両11枚目 6–9        | 東十両14枚目 5–10       | 西幕下3枚目 2–5         | 西幕下14枚目 1–6            | 東幕下43枚目 2–5        | 西三段目7枚目 優勝 7–0      |
| 2014年 （平成26年） | 西幕下14枚目 引退 –     | x                       | x                       | x                           | x                       | x                           |
| 各欄の数字は、「勝ち-負け-休場」を示す。 優勝 引退 休場 十両 幕下 三賞：敢=敢闘賞、殊=殊勲賞、技=技能賞 その他：★=金星 番付階級：幕内 - 十両 - 幕下 - 三段目 - 序二段 - 序ノ口 幕内序列：横綱 - 大関 - 関脇 - 小結 - 前頭（「#数字」は各位内の序列） |                         |                         |                         |                             |                         |                             |

### 幕内対戦成績
| 力士名 | 勝数 | 負数 | 力士名   | 勝数 | 負数 | 力士名   | 勝数 | 負数 | 力士名 | 勝数 | 負数 |
| ------ | ---- | ---- | -------- | ---- | ---- | -------- | ---- | ---- | ------ | ---- | ---- |
| 碧山   | 0    | 1    | 朝赤龍   | 0    | 2    | 安美錦   | 0    | 1    | 勢     | 0    | 2    |
| 潮丸   | 1    | 0    | 皇司     | 0    | 1    | 隠岐の海 | 0    | 1    | 海鵬   | 0    | 1    |
| 垣添   | 0    | 2    | 春日王   | 0    | 1    | 春日錦   | 1    | 1    | 北桜   | 1    | 1    |
| 北太樹 | 1    | 2    | 木村山   | 0    | 1    | 旭鷲山   | 0    | 1    | 旭天鵬 | 0    | 1    |
| 黒海   | 0    | 1    | 里山     | 1    | 1    | 霜鳥     | 1    | 0    | 翔天狼 | 0    | 3    |
| 大道   | 1    | 1    | 隆の山   | 2    | 1    | 高見盛   | 2    | 0    | 髙安   | 0    | 2    |
| 宝富士 | 0    | 2    | 豪風     | 0    | 2    | 玉飛鳥   | 1    | 1    | 玉春日 | 2    | 0    |
| 玉鷲   | 0    | 3    | 千代大龍 | 0    | 1    | 出島     | 0    | 1    | 天鎧鵬 | 0    | 1    |
| 時津海 | 0    | 1    | 土佐ノ海 | 0    | 2    | 土佐豊   | 1    | 0    | 栃乃洋 | 0    | 1    |
| 栃乃花 | 2    | 0    | 栃乃若   | 0    | 1    | 白露山   | 1    | 1    | 富士東 | 1    | 1    |
| 普天王 | 0    | 1    | 豊真将   | 0    | 1    | 北勝力   | 1    | 0    | 舛ノ山 | 1    | 0    |
| 雅山   | 0    | 1    | 芳東     | 1    | 0    | 嘉風     | 0    | 2    | 龍皇   | 1    | 1    |
| 琉鵬   | 1    | 0    | 露鵬     | 0    | 1    | 若の里   | 0    | 2    |        |      |      |

## 改名歴
- 棟方 幸観（むなかた ゆきみ）2000年3月場所
- 寶智山 幸観（ほうちやま ゆきみ）2000年5月場所 - 2006年11月場所
- 寶智山 幸観（- こうかん）2007年1月場所 - 2011年7月場所
- 寶智山 幸勘（- こうかん）2011年9月場所 - 2013年5月場所
- 寶千山 幸勘（ほうちやま -）2013年7月場所 - 2014年1月場所

## 年寄名変遷
- 君ヶ濱 幸観（きみがはま こうかん）2013年12月20日 - 2020年12月25日
- 振分 幸観（ふりわけ -）2020年12月25日 - 2023年12月27日
- 出来山 幸観（できやま -）2023年12月27日 - 2024年5月27日
- 立田川 幸観（たつたがわ -）2024年5月27日 -